# Матія Антун Релькович
Матія Антун Релькович (хорв. Matija Antun Relković; 6 січня 1732 — 22 січня 1798) —  хорватський письменник часів Просвітництва.

## Життєпис
Походив з родини військових. Народився в Словенській Посавині. Обрав кар'єру військового, служив на кордоні з Османською імперією, де дослужився до капітана. Згодом брав участь у Семирічній війні. 1757 року потрапив у полон до пруських військ у Бреслау (сучасний Вроцлав). До кінця війни перебував у Франкфурті-на-Одері. Тут познайомився з творами французьких просвітників та німецьких філософів-раціоналістів.
Після повернення з полону деякий час перебував на батьківщині. У 1777 році був учасником війни за баварську спадщину. Після її завершення пішов у відставку, присвятивши життя літературі та просвітництву. Помер у Вінковці 1798 року.

## Творчість
Найвідомішим твором Рельковича є дидактична поема «Сатир, або Дикун», яка була написана в 1762 році. Для кращого сприйняття створена 10-складовиком, вірш героїчних пісень застосовано для вираження сучасного реально-побутового змісту.
Релькович, перший світський письменник в хорватських землях поза Дубровником, вводить у твір міфологічний образ Сатира, роз'яснюючи в передмові його значення і походження.
Головна тема — заклик земляків не вихвалятися військовими звитягами, а звернути погляд до землі, до ріллі. Автор дає практичні поради з ведення господарства. З глибокою повагою говорить письменник про нелегку працю хлібороба і твердо переконаний у необхідності народної освіти. Він з болем відзначає відсутність шкіл і підручників, обурюється звичайною в селянському середовищі зневагою до навчання.
Релькович також перекладав байки Езопа і Федра, збірники дидактичної афористики й повчальних творів з французької та німецької мов.